# Lyda Conley
Eliza Burton Conley (1869 - 1946) fue una abogada y activista estadounidense de ascendencia nativa y europea, reconocida por haber sido la primera mujer admitida en el Colegio de Abogados de Kansas. Se destacó por su campaña para impedir la venta y el desarrollo del Cementerio Hurón en Kansas City, ahora conocido como el Cementerio Nacional Hurón. Desafió al gobierno en los tribunales y en 1909 fue la primera mujer nativa americana admitida para argumentar un caso ante la Corte Suprema de los Estados Unidos.
Su caso parece ser el primero en el que "una demandante argumentó que los lugares de entierro de los nativos americanos tenían derecho a protección federal". Conley obtuvo el apoyo del senador de Kansas Charles Curtis, quien propuso y dirigió la aprobación de una legislación en 1916 para impedir la venta y establecer el Cementerio Hurón como parque federal. En 1971 el cementerio fue incluido en el Registro Nacional de Lugares Históricos, y en 2016 fue designado como Monumento Histórico Nacional.
Desde finales del siglo XIX, el cementerio estuvo en el centro de una lucha entre las naciones Hurón de Kansas y Oklahoma. En 1998 los dos grupos llegaron finalmente a un acuerdo para preservar el Cementerio Nacional Hurón sólo para fines religiosos y culturales relacionados con su historia sagrada.